# اس‌کیوال:۲۰۱۱
اس‌کیوال:٢٠١١ (به انگلیسی: SQL:2011) یا ISO/IEC 9075:2011، هفتمین بازنگری استاندارد ایزو و انسی برای زبان پرس و جوی اس‌کیوال است. این استاندارد به طور رسمی در دسامبر ٢٠١١ به تصویب رسید.